# Rene Russo
Rene Marie Russo (Burbank, 17 febbraio 1954) è un'attrice ed ex modella statunitense.
Ha raggiunto una grande popolarità negli anni novanta grazie alla sua partecipazione a diversi film di successo al botteghino, prevalentemente film d'azione con grandi budget di produzione. Ha ricevuto una candidatura ai Premi BAFTA come miglior attrice non protagonista e tre ai Saturn Award, vincendone uno per la sua interpretazione nella pellicola Lo sciacallo - Nightcrawler (2014).

## Biografia
Di origine italiana, Rene Russo è figlia di Shirley Balocca e Nino Russo, che abbandonò la famiglia quando Rene aveva due anni di età. La madre, sommersa da diverse difficoltà finanziarie, lavorò come cameriera in un ristorante, alla Disney, e come responsabile in un'azienda di lenti a contatto. Negli anni settanta e ottanta, Rene Russo lavorò per Ford Models come modella fotografica, posando per diverse riviste, tra cui Vogue.

### Approdo al cinema

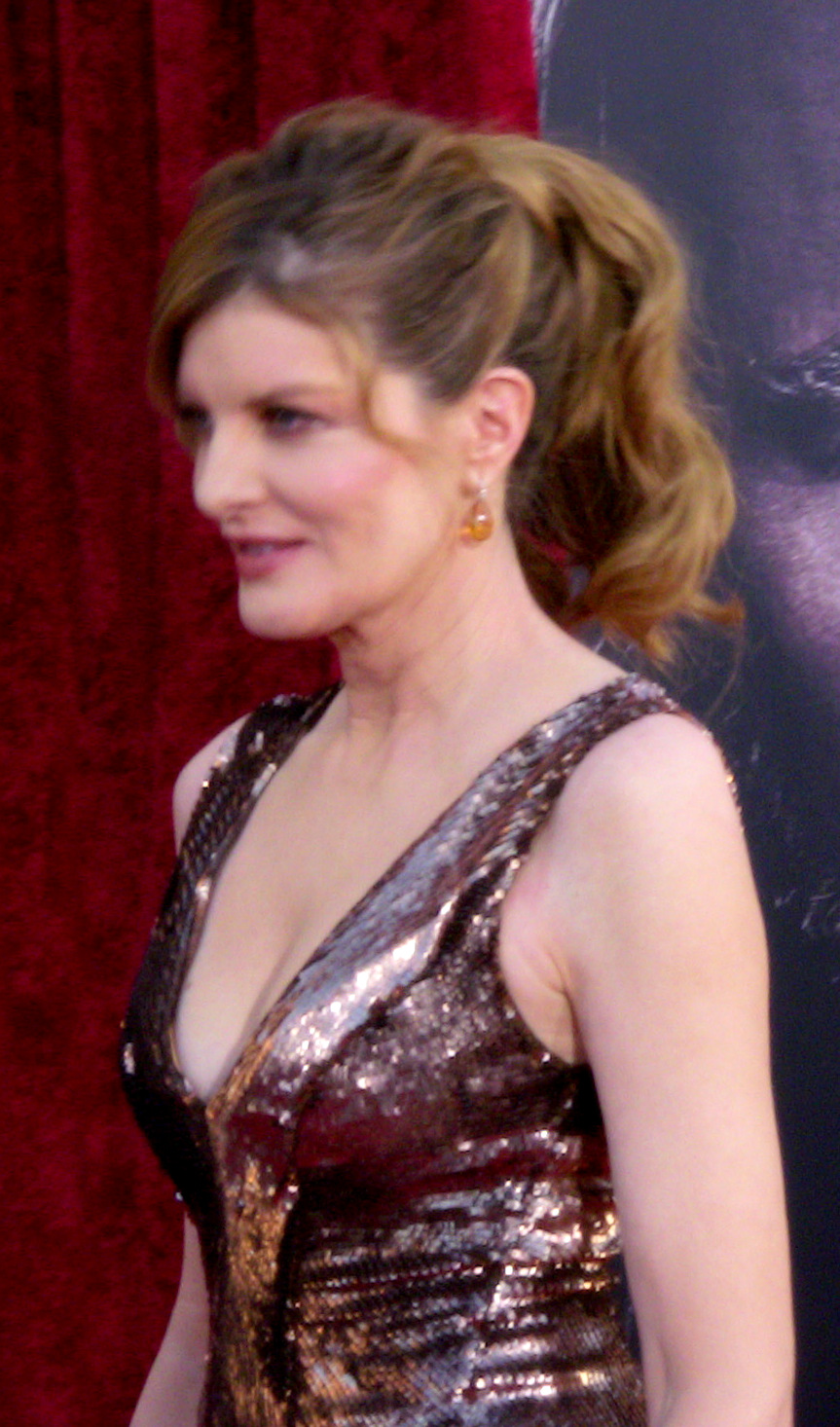
Rene Russo alla premiere di Thor nel maggio 2011

Entra nel mondo della televisione nel 1987 come attrice nella serie Sable; due anni dopo approda sul grande schermo come l'innamorata del protagonista (Tom Berenger) nel film Major League - La squadra più scassata della lega, in cui recita al fianco di Charlie Sheen e Wesley Snipes. Acquista tuttavia la maggiore notorietà negli ultimi due film della saga di Arma letale, Arma letale 3 (1992) e Arma letale 4 (1998), nei quali affianca Mel Gibson, Danny Glover e Joe Pesci. Nel 1993 recita nel film poliziesco Nel centro del mirino, al fianco di Clint Eastwood e John Malkovich.
Nel 1995 è una delle protagoniste di Virus letale, al fianco di Dustin Hoffman, Morgan Freeman, Donald Sutherland, Cuba Gooding Jr., Patrick Dempsey e Kevin Spacey. Nello stesso anno è coprotagonista, insieme a John Travolta e Gene Hackman, della commedia Get Shorty; nel film compaiono anche Danny DeVito e James Gandolfini. Nel 1996 è al fianco di Kevin Costner nella commedia Tin Cup, e nello stesso anno torna al fianco di Mel Gibson nel thriller Ransom - Il riscatto.
Nel 1999 prende parte al thriller Gioco a due con Pierce Brosnan. In seguito prende parte al film animato Le avventure di Rocky e Bullwinkle con Robert De Niro, che ri-affiancherà nel film Showtime con Eddie Murphy del 2002. Sempre nello stesso anno partecipa alla commedia Big Trouble - Una valigia piena di guai, in un cast corale composto da Tim Allen, Stanley Tucci, Zooey Deschanel, Ben Foster e Sofía Vergara.
Negli anni successivi interpreta la moglie di Al Pacino nella commedia drammatica Rischio a due (2005). Nel 2006 interpreta il ruolo di Helen North nel film I tuoi, i miei e i nostri al fianco di Dennis Quaid, Sean Faris e Drake Bell; il film è il remake di Appuntamento sotto il letto (1968), in cui il suo ruolo era stato di Lucille Ball.
Nel 2011 interpreta la madre di Thor, il Dio del tuono, nell'omonimo film diretto da Kenneth Branagh con Chris Hemsworth, Anthony Hopkins, Natalie Portman e Samuel L. Jackson, tornando a coprire il ruolo nel sequel del 2013 e nel film Avengers: Endgame del 2019.

## Vita privata
Sul set di Freejack - In fuga nel futuro ha conosciuto lo sceneggiatore Dan Gilroy che ha sposato nel 1992. Hanno una figlia, Rose (nata il 31 agosto 1993), e la famiglia vive a Brentwood, Los Angeles, California.

## Filmografia

### Cinema
- Meanwhile in Santa Monica, regia di David Gamburg (1988)
- Major League - La squadra più scassata della lega (Major League), regia di David S. Ward (1989)
- Mr. Destiny, regia di James Orr (1990)
- La giustizia di un uomo (One Good Cop), regia di Heywood Gould (1991)
- Freejack - In fuga nel futuro (Freejack), regia di Geoff Murphy (1992)
- Arma letale 3 (Lethal Weapon 3), regia di Richard Donner (1992)
- Nel centro del mirino (In the Line of Fire), diretto da Wolfgang Petersen (1993)
- Major League - La rivincita (Major League II), regia di David S. Ward (1994) - cameo non accreditato
- Virus letale (Outbreak), regia di Wolfgang Petersen (1995)
- Get Shorty, regia di Barry Sonnenfeld (1995)
- Tin Cup, regia di Ron Shelton (1996)
- Ransom - Il riscatto (Ransom), regia di Ron Howard (1996)
- Buddy - Un gorilla per amico (Buddy), regia di Caroline Thompson (1997)
- Arma letale 4 (Lethal Weapon 4), regia di Richard Donner (1998)
- Gioco a due (The Thomas Crown Affair), regia di John McTiernan (1999)
- Le avventure di Rocky e Bullwinkle (The Adventures of Rocky & Bullwinkle), regia di Des McAnuff (2000)
- Big Trouble - Una valigia piena di guai (Big Trouble), regia di Barry Sonnenfeld (2002)
- Showtime, regia di Tom Dey (2002)
- Rischio a due (Two for the Money), regia di D.J. Caruso (2005)
- I tuoi, i miei e i nostri (Yours, Mine & Ours), regia di Raja Gosnell (2006)
- Thor, regia di Kenneth Branagh (2011)
- Thor: The Dark World, regia di Alan Taylor (2013)
- Lo sciacallo - Nightcrawler (Nightcrawler), regia di Dan Gilroy (2014)
- Frank and Cindy, regia di G.J. Echternkamp (2015)
- Lo stagista inaspettato (The Intern), regia di Nancy Meyers (2015)
- È solo l'inizio (Just Getting Started), regia di Ron Shelton (2017)
- Velvet Buzzsaw, regia di Dan Gilroy (2019)
- Avengers: Endgame, regia di Anthony e Joe Russo (2019) - cameo

### Televisione
- Sable - serie TV, 7 episodi (1987-1988)
- The Free Willy Story - Keiko's Journey Home, regia di Raymond Chavez - film TV (1999) - voce narrante

## Riconoscimenti
- 2000 – Blockbuster Entertainment Awards
  - Nomination Miglior attrice in un film drammatico/romantico per Gioco a due
- 2015 – Saturn Award[2]
  - Miglior attrice non protagonista per Lo sciacallo - Nightcrawler

## Doppiatrici italiane
Nelle versioni in italiano delle opere in cui ha recitato, Rene Russo è stata doppiata da:
- Emanuela Rossi in Nel centro del mirino, Arma letale 4, Gioco a due, Le avventure di Rocky e Bullwinkle, Big Trouble - Una valigia piena di guai, Showtime, I tuoi, i miei e i nostri, Thor, Thor: The Dark World, Lo sciacallo - Nightcrawler, Lo stagista inaspettato, È solo l'inizio, Avengers: Endgame
- Silvia Pepitoni in Major League - La squadra più scassata della lega, La giustizia di un uomo
- Cristina Boraschi in Virus letale, Tin Cup
- Francesca Guadagno in Ransom - Il riscatto, Rischio a due
- Rossella Izzo in Arma Letale 3
- Anna Cesareni in Freejack - In fuga nel futuro
- Loredana Nicosia in Get Shorty
- Serena Verdirosi in Buddy - Un gorilla per amico
- Claudia Razzi in Velvet Buzzsaw